# أمايا (متصفح)

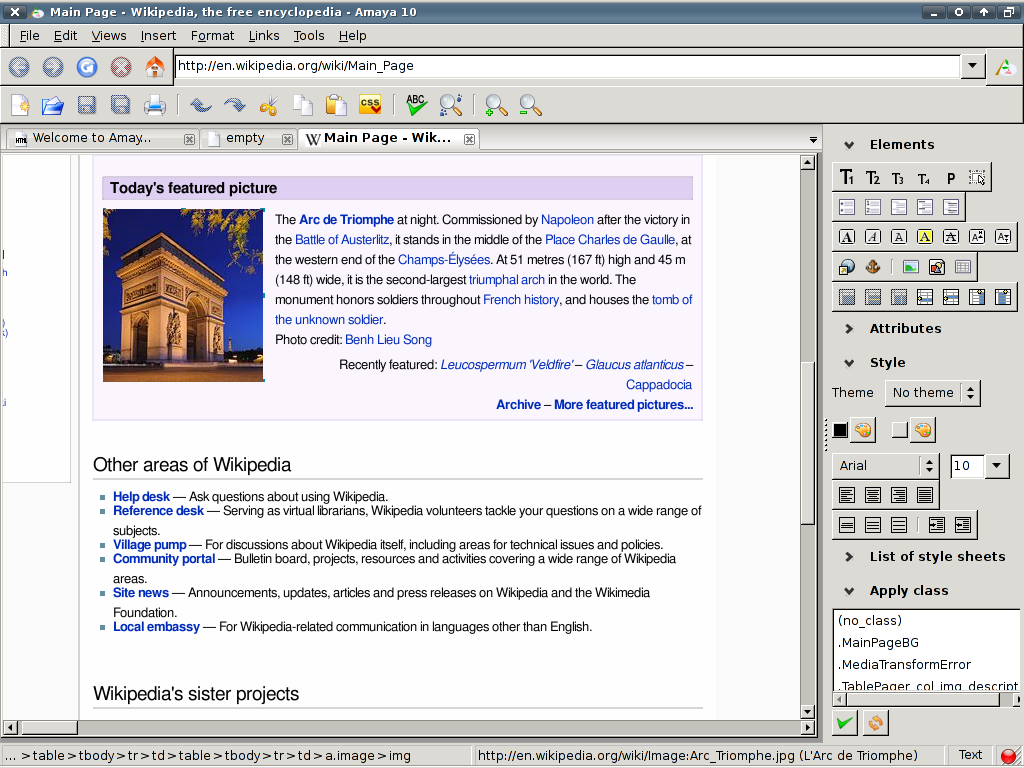
لقطة شاشة للمتصفح

متصفح امايا Amaya هو متصفح تصدره منظمة W3C وهو مصمم ليدعم معايير المنظمة ويروج لها مثل SVG وماث إم إل أهم خاصية فيه هي إمكانية تحرير الصفحات مباشرة من خلاله، طبعاً لا يمكن للمستخدم تحرير أي صفحة، فقط الصفحات التي يسمح له بتحريرها.

## وصلات خارجية
- أمايا على موقع Open Hub (الإنجليزية)

https://www.w3.org/Amaya/